# Estação Hospital 12 de Octubre

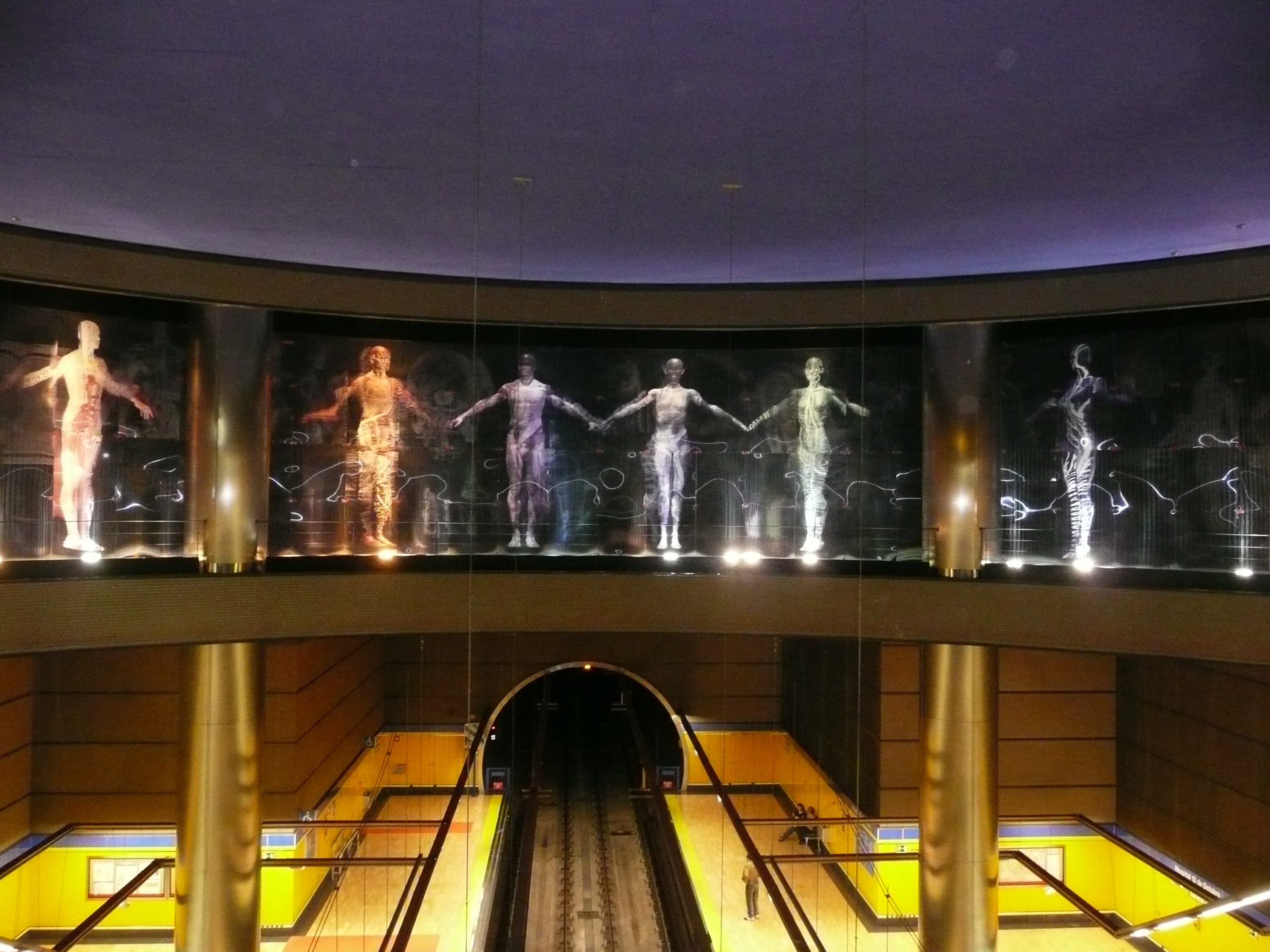
Vista geral da estação.

Hospital 12 de Octubre é uma estação da Linha 3 do Metro de Madrid. Está localizado na Avenida Cordoba, s / n (próximo à praça de Málaga), no distrito de Orcasur (distrito de Usera ), no sul da cidade espanhola em Madrid.

## História
A estação foi inaugurada em 21 de abril de 2007.
Atualmente, o hospital tem 1.368 leitos, tornando-se o maior número de leitos hospitalares Espanha.